# Horná Ves, Žiar nad Hronom
Horná Ves este o comună slovacă, aflată în districtul Žiar nad Hronom din regiunea Banská Bystrica. Localitatea se află la altitudinea de 440 m deasupra n.m., se întinde pe o suprafață de 3,66 km2 și în 2017 număra 689 de locuitori.

## Istoric
Localitatea Horná Ves este atestată documentar din 1429.

## Demografie
| An:                | 1994 | 2004 | 2014   | 2024   |
| ------------------ | ---- | ---- | ------ | ------ |
| Număr de persoane: | 0    | 739  | 711    | 642    |
| Diferență:         |      | –    | −3,78% | −9,70% |

| An:                | 2023 | 2024   |
| ------------------ | ---- | ------ |
| Număr de persoane: | 656  | 642    |
| Diferență:         |      | −2,13% |